# Kanton Guéret-Nord
Kanton Guéret-Nord (francouzsky Canton de Guéret-Nord) je francouzský kanton v departementu Creuse v regionu Limousin. Tvoří ho šest obcí.

## Obce kantonu
- Ajain
- Glénic
- Guéret (severní část)
- Jouillat
- Ladapeyre
- Saint-Fiel